# 토마스 얀

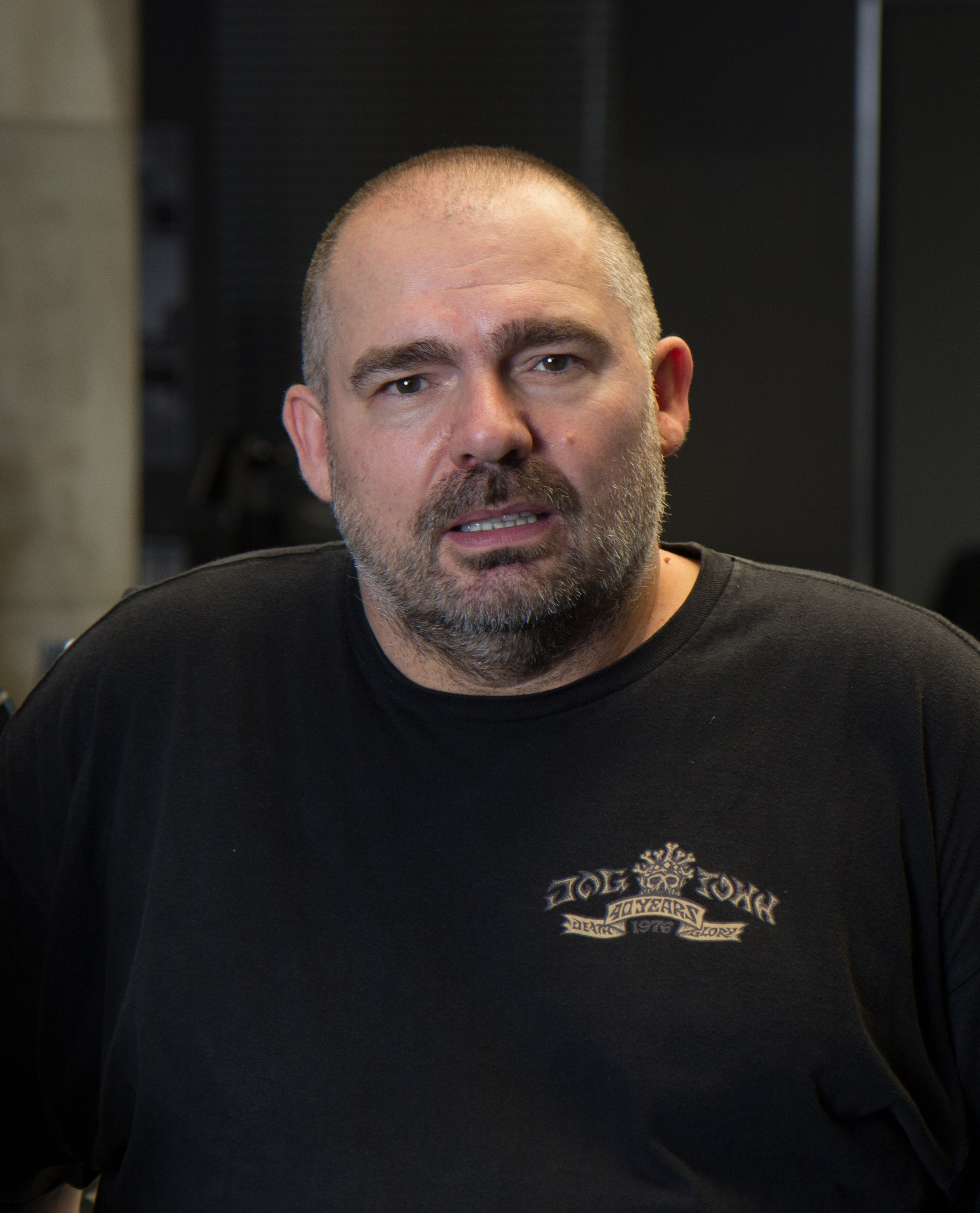

토마스 얀(Thomas Jahn, 1965년 7월 9일 ~ )은 독일의 영화 감독이다.